# Akt (divadelní hra)
Akt, s původním podtitulem Údiv žandára Kovandy (též Úžas žandarma Kovandy), je nejstarší z her Divadla Járy Cimrmana. Jejím autorem je Zdeněk Svěrák, jako spoluautor je uváděn rovněž fiktivní český vynálezce, filosof a dramatik Jára Cimrman. Na obsahu přednášky se vedle Svěráka podíleli Jiří Šebánek, Ladislav Smoljak, Karel Velebný a Jan Trtílek, melodie k písním složil Karel Velebný. 
Hra měla neveřejnou předpremiéru pro členy schvalovací komise Státního divadelního studia 19. června 1967. Veřejnou premiéru měla 4. října 1967 v Malostranské besedě v Praze, později obnovenou premiéru 14. listopadu 1973 v pražském divadle Reduta. Do 30. června 2009 se uskutečnilo celkem 782 představení (nepočítaje neveřejnou předpremiéru).

## Pozadí vzniku
Jednoaktovou hru Akt napsal Zdeněk Svěrák na základě dohody zakladatelů divadla Járy Cimrmana, že každý pro divadlo vytvoří jeden dramatický kus. Na prvním představení měl být předveden právě Akt a Šebánkova Domácí zabijačka, která však nebyla včas dokončena. Jako náhradní řešení protagonisté divadla napsali sérii pseudoodborných textů o životě a díle Járy Cimrmana, které byly předneseny na úvod večera. Toto původně nouzové pojetí se ukázalo být tak úspěšným, že tyto „semináře“ se staly pevnou součástí všech dalších představení a jednou z typických značek divadla.
Hra Akt nebyla (na rozdíl od těch pozdějších) psaná jako fiktivní dílo Járy Cimrmana a tento charakter ani po různých úpravách nezískala. Její „modernost“ je v semináři vysvětlena tím, že restaurátor (Svěrák) se snažil hru přizpůsobit soudobým poměrům, aby byla publiku přístupná. Za Cimrmanův původní text jsou prohlašovány pouze veršované pasáže.
Postava sexuologa Pepy byla původně příslušníkem Veřejné bezpečnosti. Jeho profese byla pro obnovenou premiéru roku 1973 změněna, aby se předešlo problémům s cenzurou. Jeho sepisování protokolu bylo v té souvislosti upraveno na lékařské vyšetřování a pořizování poznámek k chystané publikaci. 

## Obsah
Stejně jako většina ostatních představení Divadla Járy Cimrmana, sestává Akt ze dvou částí – série odborných referátů, týkajících se života a díla Járy Cimrmana a v druhé části pak ucelenějšího zpracování některého jeho díla – v tomto případě hry se zpěvy a tanci Akt.

### Seminář
Hra je uvozena následujícími referáty:
- Liptákovský objev
- Cimrmanův vztah ke zvířatům
- Cimrmanovo dílo výtvarné a dramatické
- Filosofie externismu
- Poznámka k rekonstrukci hry Akt

Sami autoři označují seminář Aktu jako vhodný pro „diváky začátečníky“, neboť poskytuje základní informace o problematice – zejména pak svědectví o samotném objevu Cimrmanovy pozůstalosti, kterým byl odstartován rozvoj cimrmanologie.

### Hra
Vlastní hra Akt pojednává o opětovném setkání starých manželů Žílových s dětmi, které postupně počali během Žílovy práce na aktu jeho tehdy krásné ženy Markéty (odtud název). Nadějný malíř Žíla se dětí v útlém věku rozhodl zbavit, aby ho nerozptylovaly od tvorby, a rozeslal je různými typy dopravy na vzdálená místa, aby se jich tam někdo ujal. Markétu praštil paličkou do hlavy, aby ztratila paměť a na existenci dětí zapomněla. Když se jí po několika desítkách let paměť vrátila, přinutila Žílu, aby děti dohledal a pozval na společný oběd.
Postupně tak přijíždí naivní učitel Láďa Pýcha z Lišan u Rakovníka, vykutálený kšeftař Bedřich Síra z Děčína a záletný doktor Josef Turnovský, sexuolog adoptovaný v Klánovicích (v původní verzi hry praporčík Veřejné bezpečnosti). Nejmladší dvojčata Manča s Karlíkem, která se stala artisty a cestují po světě, se ve hře přímo neobjevují, pouze pošlou telegram. Přítomní Žílovi synové teprve během hry zjišťují, z jakého důvodu byli pozváni a co je spojuje, a po počátečním šoku a rozčilení se s otcem nakonec smiřují.
Hra obsahuje také několik písní, při kterých herci kromě zpěvu i „tancují“.

## Obsazení
Současné obsazení (2022) je uvedeno tučně, předchozí obsazení kurzívou. V poznámkách jsou tučně označeny alternace na oficiálně vydaných nahrávkách.
| Role            | Role                                                   | Herci                                                                         |
| Úvodní seminář  | Hra                                                    | Herci                                                                         |
| --------------- | ------------------------------------------------------ | ----------------------------------------------------------------------------- |
| přednášející*** | Žíla                                                   | Zdeněk Svěrák 9 Jaroslav Weigel † 2 3 4 5 6 7 8, Jan Klusák 1, Jiří Šebánek † |
| přednášející    | Žílová                                                 | Miloň Čepelka* 1 2 3 4 5 6 7 8 9 Karel Velebný** †                            |
| přednášející    | Láďa Pýcha                                             | Petr Brukner 6 7 8 9 Ladislav Smoljak † 1 2 3 4 5                             |
| přednášející    | Bedřich Síra                                           | Jan Hraběta 3 4 5 6 7 8 9 Oldřich Unger † 1 2, Josef Koudelka                 |
| přednášející*** | MUDr. Josef Turnovský / prap. Turnovský (do roku 1973) | Genadij Rumlena 9 Zdeněk Svěrák 1 2 3 4 5 6 7 8                               |
| promítač        | –                                                      | některý technik (např. Petr Reidinger4)                                       |

- 1 – alternace z amatérské audionahrávky kolující po webu (1968)
- 2 – alternace z amatérské audionahrávky kolující po webu (1976)
- 3 – alternace z audionahrávky Supraphonu (1992)
- 4 – alternace z audiovizuální nahrávky České televize (1997)
- 5 – alternace z úryvku předvedeném v představení 30 let Divadla Járy Cimrmana (1997)
- 6 – alternace z úryvku předvedeném v představení 40 let Divadla Járy Cimrmana aneb Ze hry do hry (2007)
- 7 – alternace v úryvku předvedeném v představení Psaní do nebe (2017)
- 8 – alternace z audionahrávky Českého rozhlasu (18. 6. 2017)
- 9 – alternace z amatérské nahrávky kolující po webu (2022)
- * Miloň Čepelka původně nehrál v žádné hře ani nečetl přednášky, pouze působil jako „tajemník“ a moderátor semináře, který zval k pultu jednotlivé přednášející (herce). K jeho obsazení dopomohla náhoda: Karel Velebný měl autonehodu a nemohl již v divadle vystupovat, tudíž se role ujal Čepelka poté, co se osvědčil jako Libuš ve hře Domácí zabijačka. Matka Žílová se pak stala jednou z jeho nejslavnějších rolí.
- ** Karel Velebný za svou matku Žílovou dostal na konci roku 1967 cenu Zlatá slepice za „nejlepší mužský herecký výkon v ženské roli“.
- *** Ačkoli Zdeněk Svěrák převzal roli Žíly po Jaroslavu Weigelovi a svou původní roli doktora Pepy přenechal Genadiji Rumlenovi, v semináři si své přednášky ponechal a Rumlena převzal přednášky po Weigelovi.

## Ostatní média
- 1 V roce 1992 vyšel zkrácený záznam hry na LP[5]
- 2 V roce 1997 byl natočen televizní záznam hry[6]
- 3 18. 6. 2017 byl živě přenášen záznam výročního představení na Českém rozhlasu